# Ordery i odznaczenia (Afryka)
Lista dawnych i obecnych orderów państw afrykańskich i ościennych.

## Afryka Południowa

### Odznaczenia ogólnopaństwowe
- Czasy apartheidu
- Order Krzyża Południowego
- Order Dobrej Nadziei
- Order Gwiazdy Afryki Południowej
- Nowe ordery od r. 2002
- Order Mapungbwe
- Order Baobabu
- Order Towarzyszy O. R. Tambo

### Odznaczenia bantustanów płd. afrykańskich
- Bophuthatswana
- Order Lamparta (Boph.)
- Medal Marumo
- Ciskei
- Order Żurawia (Ingwe)
- Gazankulu
- Gwiazda Policji
- KaNgwane
- Medal Założenia Policji
- KwaNdebele
- Order za Wybitne Dowodzenie Policji
- KwaZulu
- Stella Excellentis Ductus
- Lebowa
- Krzyż Walecznych (Lebowa)
- QwaQwa
- Medal za Wierną Służbę
- Transkei
- Order Transkei
- Order Aloesa
- Venda
- Order Thohoyandou

## Algieria
- Order Zasługi Algierii
- Order Srebrnej Ręki
- Order Srebrnej Szabli

## Angola
- Medal Zasługi Cywilnej – Medalh Merito Civil
- Medal Zasługi Wojskowej (Angola) – Medalh Merito Militar
- Medal Orderu – Desconocida

## Benin(daw.Dahomej)
- Order Gwiazdy Czarnej
- Order Dahomeju
- Order Zasługi (Benin)
- Order Zasługi Społecznej (Benin)
- Order Zasługi Rolniczej (Benin)

## Botswana
- Order Prezydencki Zasłużonej Służby

## Burkina Faso(daw. Górna Wolta)
- Order Narodowy (Burkina Faso)
- Order Pracy
- Order Płomienia Rewolucji
- Order Zasługi (Burkina Faso)
- Order Czerwonej Gwiazdy Oporu
- Order Gwiazdy Nahouri

## Burundi
- Order Księcia Rwagasore
- Order Ruzinko
- Order Karyenda
- Krzyż Zasługi Wojskowej (Burundi)

## Czad
- Order Narodowy (Czad)
- Order Zasługi (Czad)
- Order Mono (Czad)
- Order Palm Akademickich (Czad)

## Dżibuti
- Order Niszan-el-Anuar
- Wielka Gwiazda Dżibuti
- Order Narodowy 27 Czerwca

## Egipt
Monarchia (do 1953)
- Order Mohameda Alego (Nishan al-Muhammad 'Ali)
- Order „Łańcuch Fuada I” (Qiladat al-Fu’ad al-Awwal)
- Order Ismaila (Nishan al-Ismail)
- Order Nilu (Nishan al-Nil)
- Order Gwiazdy Wojskowej Króla Fu’ada (Nishan al-Askariyal al-Kawkab al-Fu’ad al-Awwal)
- Order Rolnictwa (Nishan al-Zira'ah/Nishan al-Felahah)
- Order Doskonałości (Nishan al-Kamal)
- Order Wychowania/Kultury (Nishan al-Ma'araf)
- Order Przemysłu i Handlu (Nishan al-Sinaa wa al-Tigara)
- Medal Obowiązku (Naout al-Wadziab)
- Medal Zadowolenia (Naout Arrida)
- Medal za Czyny Chwalebne (Naout al-Dżadarah)

Dla wojsk brytyjskich:
- Gwiazda Kedywa
- Medal za Dzielność
- Medal Sudanu 1896
- Medal Sudanu 1910-1918

Republika (od 1953)
- Order Łańcucha Nilu
- Order Wojskowy Republiki (Egipt)
- Order Republiki (Egipt)
- Order Doskonałości (Egipt)

## Eswatini(daw. Suazi)
- Order Królewski Sobhuzy II
- Krzyż Walecznych (Suazi)

## Etiopia(Abisynia)
- Monarchia
- Order Salomona
- Order Pieczęci Salomona
- Order Gwiazdy Etiopii
- Order Królowej Saby
- Order Trójcy Świętej
- Order Waleczności (Etiopia)
- Order Czerwonego Krzyża Etiopii
- Order Menelika II
- Order Cesarza Haile Selassie I
- Order Świętego Antoniego

- Republika
- Order Gwiazdy Etiopii
- Order Lwa Etiopii

## Gabon
- Order Gwiazdy Równika
- Order Zasługi (Gabon)
- Order Przyjaźni (Gabon)
- Order Edukacji Narodowej (Gabon)

## Gambia
- Order Republiki Gambii

## Gwinea
- Order Wierności i Narodu
- Order Zasługi (Gwinea)
- Order Walki o Niepodległość (Gwinea)

## Gwinea Bissau[1]
- Order Narodowy Amílcara Cabrala
- Order Narodowy Wzgórz Boé
- Medal Waleczności Wojskowej
- Medal Krzyża Wojennego
- Medal Służby Wybitnej
- Medal Zasługi Wojskowej
- Medal Przykładnego Prowadzenia
- inne medale

## Gwinea Równikowa
- Order Narodowy (Gwinea Równikowa)
- Order Niepodległości (Gwinea Równikowa)

## Ghana
- Order Gwiadzy Ghany
- Order Wolty
- Order Wielkiego Krzyża

## Kamerun
- Order Zasługi (Kamerun)
- Order Gwiazdy Dzielności
- Order Zasługi Rolniczej (Kamerun)

## Kenia
- Order Płonącej Włóczni
- Order Złotego Serca (Kenia)

## Demokratyczna Republika Konga(daw. Zair, b. belgijskie)
- Order Zairu
- Order Lamparta
- Krzyż Walecznych (Zair)
- Order Narodowy Zairu

(obecnie nazywają się "Demokratycznej Republiki Kongo" zamiast "Zairu")
Katanga
- Krzyż Zasług Wojskowych (Katanga)
- Order Zasługi (Katanga)

## Republika Konga(daw. Kongo-Brazzaville, b. francuskie)
- Kongijski Order Zasługi – Ordre du Mérite Congolais
- Order Oddania – Ordre de la Dévotion

## Lesotho
- Order Godności
- Order Lesotho
- Order Osiągnięć
- Order Makoanyane
- Order Mohlomi

## Liberia
- Order Gwiazdy Afrykańskiej (Liberia) – Order of the Star of Africa
- Order Oswobodzenia Afryki – Order of African Redemption
- Order Zasługi Wojskowej (Liberia) – Order of Military Merit
- Order Pionierów Liberii – Order of The Pioneers of Liberia

## Libia
- Monarchia
- Order Idrysa I
- Order Świętej Wojny – Wissam al-Jihad
- Order Niepodległości (Libia) – Wissam al-Istikal
- Order Ibn Alego al-Senussi
- Republika
- Order Republiki (Libia)
- Order Odwagi (Libia)
- Order Gwiazdy Wojskowej (Libia)
- Order Dobrego Obywatela
- Order Dobrego Rzemieślnika

## Madagaskar
- Monarchia
- Order Ranavalony III
- Order Zasługi (Madagaskar)
- Krzyż Radamy II
- Republika
- Order Narodowy Madagaskaru
- Order Zasługi (Madagaskar)
- Order Zasługi Rolniczej (Madagaskar)

## Malawi
- Order Lwa (Malawi)
- Krzyż Republiki Malawi

## Mali
- Order Narodowy (Mali)
- Order Zasługi Wojskowej (Mali)

## Maroko
- Order Hafida – Ouissam Hafidien (1910–1913)
- Order Suwerenności – Ouissam  El  Mohammadi
- Order Niepodległości – Ouissam El Istiqlal
- Order Wierności – Ouissam El Ouala
- Order Tronu – Ouissam El Arch
- Order Zasługi Wojskowej – Ouissam El Askari
- Order Alawitów – Ouissam El Alaouite
- Order Zasługi Cywilnej – Ouissam Er Rida

## Mauretania
- Order Narodowy Zasługi (Mauretania)
- Medal Honoru (Mauretania)

## Mozambik
- Order im. Eduardo Mondlane

## Namibia
- Posiada tylko medale.

## Niger
- Order Narodowy (Niger)
- Order Zasługi (Niger)
- Order Zasługi dla Rolnictwa (Niger)
- Order Palm Akademickich (Niger)

## Nigeria
- Order Republiki Federalnej
- Order Nigru

## Republika Zielonego Przylądka
- Order Amílcara Cabrala
- Order Dragoeiro

## Republika Środkowoafrykańska
- I Republika
- Order Zasługi Afryki Środkowej
- Monarchia 1976–1979
- Order Bokassy
- Order Narodowy Gwiazdy
- Order Jogo
- II Republika
- Order Niepodległości (Afryka Śr.)
- Order Zasługi (Afryka Śr.)
- Order Wojskowy (Afryka Śr.)
- Order Palm Akademickich (Afryka Śr.)

## Rwanda
- Order Rewolucji (Rwanda)
- Order Pokoju (Rwanda)
- Order Narodowy (Rwanda)
- Order Tysiąca Wzgórz
- Order Wielkich Jezior

## Senegal
- Order Narodowy Lwa
- Order Zasługi (Senegal)
- Order Palm Akademickich (Senegal)
- Order Zasług dla Rolnictwa (Senegal)
- Order 20 Sierpnia

## Sierra Leone
- Order Republiki (Sierra Leone)
- Order Rokel
- Gwiazda Bai Bureh
- Krzyż Siaki Stevensa
- Medal Honoru (Sierra Leone)

## Somalia
- Order Gwiazdy Somali
- Gwiazda za Dzielność (Somalia)

## Sudan
- Order Republiki (Sudan)
- Order Dwóch Nilów

## Tanzania
- Narodowy Order Zjednoczonej Republiki Tanzanii – Mwenge wa Jamhuri ya Mujungano wa Tanzania
- Order Kilimandżaro – Mwenge wa Kilimanjaro
- Order Arusza – Mwenge wa Arusha

## Togo
- Order Zasługi (Togo)
- Order Mono
- Order Palm Akademickich (Togo)
- Order Zasługi Wojskowej (Togo)
- Order Honoru Bojowników o Niepodległość

## Tunezja
Monarchia (zniesione w 1959)
- Order Krwi (Tunezja) – Niszan ad-Dim (1839)/Order Domowy Husajnidów – Niszan al-Huseinit/Nishan al-Aila (1864)
- Order Trwałego Pokoju – Niszan al-Ahed al-Aman (1860)
- Order Trwałej Unii – Niszan al-Ahed al-Murassa (1874)
- Order Sławy (Tunezja) – Niszan Iftikhar (1835)

Republika
Państwowe:
- Order Niepodległości (Tunezja) – Wisam al-Istiqlal, Ordre de l'Indépendance (1956/1959)
- Order Republiki (Tunezja) – Ordre de la République (1959)
- Order Zasługi Burgiby – Ordre du Mérite du Bourguiba (1963)
- Order 7 Listopada 1987 – Ordre du 7 novembre 1987 (1988)

Resortowe:
- Order Zasługi Kulturalnej (Tunezja) – Ordre du Mérite Culturel (1966)
- Order Zasługi Rzemieślniczej (Tunezja) – Ordre du Mérite Artisanal (1971)
- Order Zasługi Rolniczej (Tunezja) – Ordre du Mérite agricole (1971)
- Order Narodowy Zasługi Edukacyjnej/Order Narodowy Zasługi Nauczycielskiej – Ordre National du Mérite de l'Education/Ordre National du Mérite de l'Enseignement (1979)
- Order Zasługi Morskiej (Tunezja) – Ordre du Mérite Maritime (1974)
- Order Inżynieriów (Tunezja) – Ordre des Ingénieurs (1982)
- Order Zasługi Uniwersyteckiej (Tunezja) – Ordre du Mérite Universitaire (1985)
- Order Sądowy – Ordre Judiciaire (1990)

## Uganda
- Order Źródeł Nilu
- Order za Wybitną Służbę (Uganda)
- Krzyż Walecznych (Uganda)

## Wybrzeże Kości Słoniowej
- Order Narodowy (WKS)
- Order Zasługi (WKS)
- Order Barana

## Zambia
- Order Orła Zambii
- Order Bojownika o Wolność (Zambia)
- Order Wybitnych Zasług (Zambia)

## Zanzibar
- Monarchia do r. 1964
- Order Gwiazdy Błyszczącej – Wissam al Yaukeb al Duri
- Order Alego – Wissam al Alijeh
- Order Hamuda –  Wissam al Hamoudieh
- Order al-Bu Saida – Wissam al-Bu Said
- Medal Sułtana Zanzibaru – Wissam Sultan al Zanzibar

## Zimbabwe
Dawna Rodezja do 1980
- Wielki Krzyż Walecznych – Grand Cross of Valour
- Legia Zasługi (Rodezja) – Legion of Merit
- Srebrny Krzyż Rodezji – Silver Cross of Rhodesia

Republika Zimbabwe od 1980
- Złoty Krzyż Zimbabwe
- Order Zasługi (Zimbabwe)
- Order Wyswobodzenia

## Zulu
Królestwo Zulusów (1816-1877)
- Order Krokodyla